# Залив Амундсена
Залив Амундсена (англ. Amundsen Gulf) — залив Северного Ледовитого океана, между северным побережьем материковой части Канады и островами Виктория и Банкс.

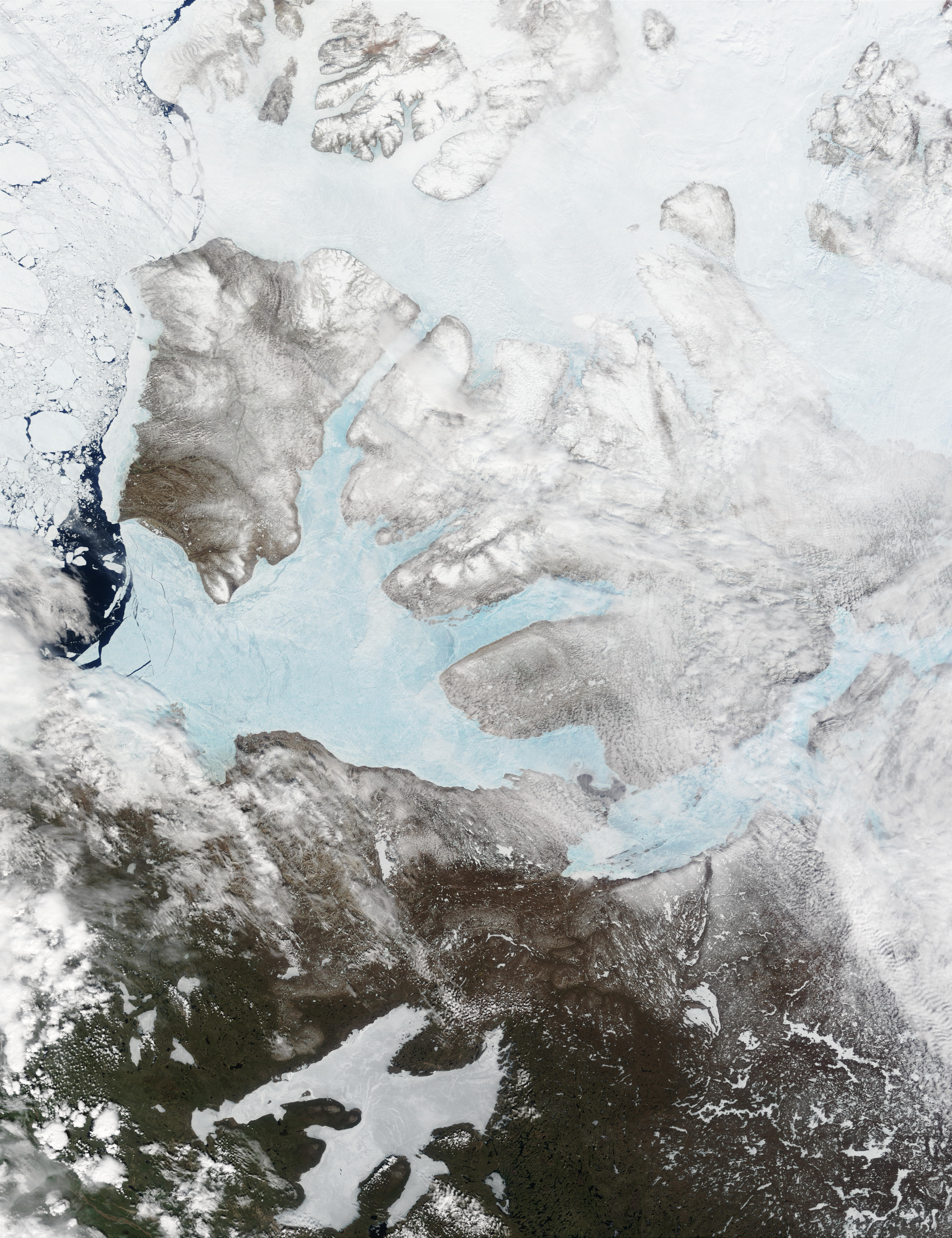
Спутниковый снимок залива Амундсена

Залив был открыт в 1826 году полярными исследователями Джоном Франклиным и Джоном Ричардсоном, который нанёс на карту часть береговой линии залива. В 1850 году через залив с запада на восток на корабле «Инвестигейтор» проследовала экспедиция Роберта Мак-Клура, которая впервые преодолела Северо-Западный проход на корабле и санях. Пролив назван в честь известного полярного исследователя Руаля Амундсена, который исследовал залив в конце своего знаменитого путешествия по Северо-Западному проходу 1903—1905 годов.

## География
Побережье залива Амундсена поделено между двумя территориями Канады — Нунавутом и Северо-Западными территориями. Залив соединяется на востоке с проливом Долфин-энд-Юнион, на севере — с проливом Принца Уэльского. Имеет множество заливов и бухт — заливы Франклин и Дарнли (материковая часть), бухты Де-Сали и Тисиджер (остров Банкс), заливы Уолкер, Минто, Принс-Альберт (остров Виктория). Длина залива достигает 445 км, ширина — 213 км, глубина — до 285 метров. Берега — холмистая равнина, растительность тундровая. Большую часть года залив покрыт льдами, от которых освобождается только в июле, а в северной и восточной части — только в августе. В залив впадают многочисленные реки, самые крупные из которых — Хортон и Хорнадай. Залив входит в экосистему моря Бофорта.